# DSA-371
La DSA-371 es una carretera perteneciente a la Red Secundaria de la Diputación Provincial de Salamanca, que une la localidad de Navasfrías con el Límite de la C. A. de Extremadura en la provincia de Salamanca.

## Origen y Destino
La carretera  DSA-371  tiene su origen en Navasfrías, en la intersección con la carretera  DSA-370 , y termina en el Límite de la C. A. de Extremadura en el término municipal de Navasfrías, continuando por la carretera  CC-101 , formando parte de la Red de carreteras de Salamanca.